# Nothing 2 Lose
Nothing 2 Lose is de tweede single van Ray & Anita, de vroegere frontman en -vrouw van 2 Unlimited. Enkele maanden voor de singlerelease liet Ray Slijngaard al een stukje horen op de radio. De officiële versie werd eind oktober uitgebracht, tegelijk met de videoclip die in juni 2011 werd opgenomen. Chew Fu produceerde de remix voor het nummer.
Nothing 2 Lose zou aanvankelijk in februari of maart 2011 uitkomen, volgens Anita's manager Andre Posthumus. Dit werd dus uitgesteld. Ook nadat Anita in 2011 werd getroffen door borstkanker kwam haar zangcarrière op een lager pitje te staan.
Op vrijdag 28 oktober kwam de videoclip van Nothing 2 Lose uit op YouTube. In de video doen Ray & Anita hun best om op tijd bij een concert te zijn. Ze worden tegengehouden door een aantal obstakels. De figuranten in de video konden zich opgeven om mee te doen. De video is opgenomen in Amsterdam. 
Het nummer staat op de soundtrack van de film Amsterdam Heavy (2011).